# 1825
1825 (số La Mã: MDCCCXXV) là một năm thường bắt đầu vào thứ Bảy trong lịch Gregory.

## Sinh
- 19 tháng 4 – Nguyễn Phúc Hồng Bảo, tước phong An Phong Quận vương, hoàng tử con vua Thiệu Trị (m. 1854).
- 17 tháng 8 – Nguyễn Phúc Miên Mật, tước phong Quảng Ninh Quận vương, hoàng tử con vua Minh Mạng (m. 1847).
- 1 tháng 10 – Nguyễn Phúc Thục Tĩnh, phong hiệu Xuân An Công chúa, công chúa con vua Minh Mạng (m. 1856).
- 1 tháng 10 – Nguyễn Phúc Trang Tĩnh, phong hiệu Hòa Mỹ Công chúa, công chúa con vua Minh Mạng (m. 1847).
- 22 tháng 11 – Nguyễn Phúc Trang Nhàn, phong hiệu Triêm Đức Công chúa, công chúa con vua Minh Mạng (m. 1892)
- 25 tháng 11 – Nguyễn Phúc Gia Thụy, phong hiệu Bình Xuân Công chúa, công chúa con vua Minh Mạng (m. 1860).

## Mất
- 6 tháng 10 – Bernard Germain de Lacépède, nhà tự nhiên học người Pháp (s. 1756).
- Không rõ – Hồng Hy Quan, người đã phát triển môn võ Hổ hình quyền (s. 1745).